# Francesc (papa)
|  | Aquest article tracta sobre el Papa Francesc. Vegeu-ne altres significats a «Francesc». |

Francesc (en llatí: Franciscus) (Buenos Aires, 17 de desembre de 1936 - Ciutat del Vaticà, 21 d'abril de 2025), nascut com a Jorge Mario Bergoglio, fou el 266è papa de l'Església Catòlica, el primer no europeu des de la mort del papa Gregori III l'any 741, i el primer amb el castellà com a primera llengua.
Va resultar elegit el 13 de març de 2013, després de la renúncia al càrrec de Benet XVI, pels cardenals que van votar en el conclave. És el primer pontífex procedent del continent americà. Anteriorment, i després de la mort del Papa Joan Pau II el 2 d'abril de 2005, havia estat considerat un dels candidats a Summe Pontífex, moment en què va ser escollit Benet XVI. Exercia d'arquebisbe de Buenos Aires des del 1998, i fou ordenat cardenal el 2001.
Escollí el seu nom papal en honor de Francesc d'Assís.

## Vida pre-papal

### Infància i Joventut (1936-1957)
Jorge Mario Bergoglio va néixer al barri de Flores, dins de la ciutat de Buenos Aires, el 17 de desembre de 1936, el més petit dels cinc fills del matrimoni format per Mario José Bergoglio (empleat ferroviari) i Regina María Sivori (mestressa de casa), tots dos italians, naturals de Portacomaro, a la província d'Asti, regió del Piemont. Dels cinc fills només en sobreviurien dos, Maria Elena i Jorge Mario. Els pares havien emigrat a l'Argentina el 1928. Als disset anys patí una greu afecció respiratòria, que comportà que li fos extirpat una part del pulmó.
Diplomat de l'escola secundària industrial ENET N. 27 (ara ETN N. 27) Hipólito Yrigoyen, amb el títol de tècnic químic.

### Sacerdot jesuïta (1957-1992)
Als 21 anys (el 1957) va decidir ordenar-se sacerdot. Va ingressar al seminari del barri Villa Devoto, i seguidament (1958) al noviciat de l'orde jesuïta de Santiago de Chile, on es llicencià en humanitats (1964). Retornat a l'Argentina, es llicenciaria en filosofia i en teologia al Colegio Máximo de San Miguel de Tucumán.
Va ser ordenat sacerdot a Buenos Aires el 13 de desembre de 1969 de mans de Ramón José Castellano, arquebisbe emèrit de Córdoba. Entre el 1970 i el 1971 estudià al col·legi San Ignacio de Loyola d'Alcalá de Henares, Espanya, com a pas previ a la formulació de vots perpetus com a jesuïta, que pronuncià el 22 d'abril de 1973. A partir d'aquell moment, va fer una llarga carrera dins del seu orde religiós del qual va arribar a ser "provincial" des de 1973 fins a 1979, ja durant la Dictadura militar argentina.
El cardenal Jorge Bergoglio ha estat acusat en algunes ocasions d'haver estat còmplice del segrest dels sacerdots jesuïtes Orlando Yorio i Francisco Jalics al maig de 1976 per part dels militars argentins durant la Dictadura militar argentina (1976-1983), fins i tot amb el testimoni de cinc sacerdots i teòlegs. Dies abans del conclave que escolliria el successor de Joan Pau II, es va enviar una còpia de l'article amb aquesta acusació als cardenals electors per a perjudicar-lo. El 2010 Bergoglio va explicar que s'havia reunit amb el dictador Jorge Videla i l'almirall Emilio Massera per reclamar per la vida dels sacerdots i va dir que fins aquell moment no s'havia defensat "per no fer-li el joc a ningú, no perquè tingués res a amagar", i explicà com va protegir a sacerdots perseguits durant la dictadura. El 2013 el premi Nobel de la Pau Adolfo Pérez Esquivel va publicar el llibre La lista de Bergoglio exculpant-lo i documentant com el cardenal va fer servir una llista de contactes per ajudar a fugir o amagar opositors de la dictadura militar argentina de forma discreta.

### Bisbe i cardenal (1992-2013)
Després d'una gran activitat com a sacerdot i professor de teologia, va ser consagrat bisbe titular d'Auca el 20 de maig de 1992 de mans d'Antonio Quarracino, arquebisbe de Buenos Aires i cardenal del títol de S. Maria della Salute a Primavalle, per exercir com un dels quatre bisbes auxiliars de l'arxidiòcesi.
Quan la salut del cardenal Quarracino va començar a afeblir-se, Bergoglio va ser-ne designat bisbe coadjutor el 3 de juny de 1997, cosa que comportava el dret de successió en l'arquebisbat. Va prendre el càrrec d'arquebisbe de Buenos Aires el 28 de febrer de 1998.
Durant el consistori del 21 de febrer de 2001, el Papa Joan Pau II el va crear cardenal del títol de S. Roberto Belarmino. A més, va accedir a la primacia de l'Argentina, resultant així el superior jeràrquic de l'Església catòlica d'aquest país.
Forma part de la Comissió per a Amèrica Llatina, la Congregació per al Clergat, el Pontifici Consell per a la Família, la Congregació per al Culte Diví i la Disciplina dels Sagraments, el Consell Ordinari de la Secretaria General per al Sínode dels Bisbes i la Congregació per als Instituts de Vida Consagrada i Societats de Vida Apostòlica.
En virtut del seu càrrec episcopal, fou a més membre de la Conferència Episcopal Argentina -de la qual va ser president en dues ocasions, el màxim permès, fins al 2011- i del Consell Episcopal Llatinoamericà (CELAM).
Després dels dos períodes consecutius com a president de la Conferència Episcopal Argentina, el 8 de novembre de 2011 els bisbes electors d'aquest organisme van designar per reemplaçar a l'arquebisbe de Santa Fe, José María Arancedo, cosí germà del difunt expresident argentí Raúl Alfonsín i fins llavors vicepresident segon de la Conferència Episcopal.

### Conclave del 2005
Bergoglio va ser un dels 117 cardenals menors de 80 anys en condicions de votar al Conclave de 2005, que es va celebrar després de la mort de Joan Pau II. En resultà escollit el cardenal Joseph Ratzinger, però Bergoglio va ser el segon papable més votat. Si bé hi ha obligació de guardar el secret absolut per als assistents al conclave sota pena d'excomunió reservada al Summe Pontífex, diversos mitjans publicaren que en aquella ocasió Bergoglio estigué molt a prop d'obtenir 40 dels 77 vots necessaris per ser elegit.
A la Santa Seu va ser membre de la Congregació pel Culte Diví i la Disciplina dels Sagraments, de la Congregació per al Clergat, de la Congregació per als Instituts de Vida Consagrada i de les Societats de Vida Apostòlica, del Pontifici Consell per a la Família i de la Pontifícia Comissió per a Amèrica Llatina.

## El Pontificat

### Cronologia

#### Elecció al papat

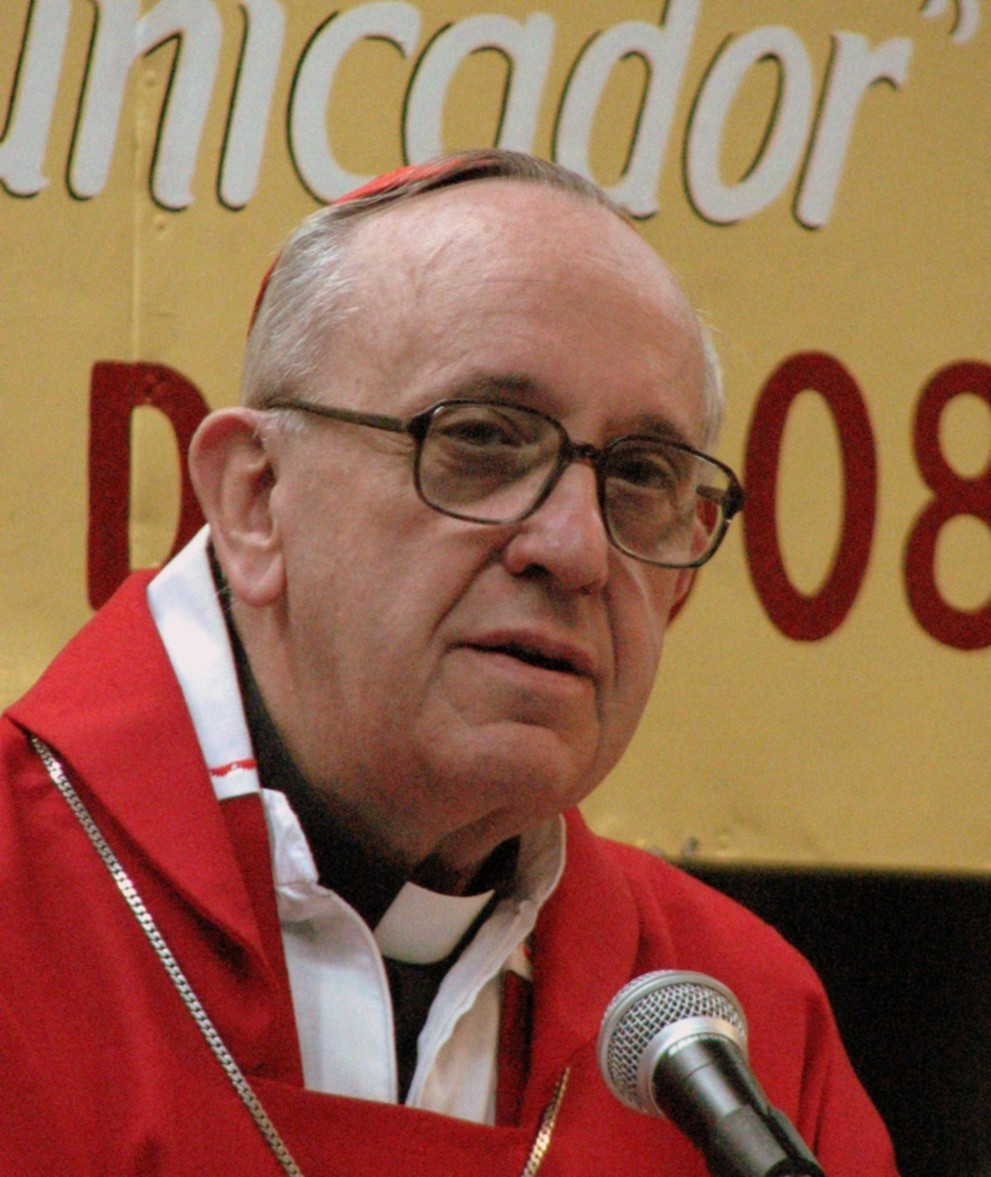
El cardenal Bergoglio el 2008.

El 13 de març de 2013, el cardenal Bergoglio va ser triat com a successor de Benet XVI a les 19:06 h del segon dia del conclave de 2013, en la cinquena ronda, sent el primer papa jesuïta, el primer de procedència hispanoamericana o americana en general, i el primer castellanoparlant. Els dies previs a la seva elecció no figurava entre els papables amb més possibilitats, tot i que es va considerar com un candidat reformista, amb edat i capacitat per netejar la cúria.
Va prendre el nom de Francesc, en honor de Sant Francesc d'Assís, un sant italià que al segle xiii va fundar l'Orde Franciscà i que es va caracteritzar per la seva entrega als pobres i la seva humilitat extrema. Alguns periodistes van assenyalar sobre això que la seva preferència per aquest nom va ser un signe de com vol portar a terme el seu pontificat, i el papa va declarar posteriorment a la premsa que «li agradaria una Església pobra i per als pobres» en explicar el perquè de la seva opció pel nom de Francesc: «per a mi és l'home de la pobresa, l'home de la pau, l'home que estima i custodia la Creació».
En la seva primera aparició pública, va elevar una oració pel seu antecessor, el Papa emèrit Benet XVI. Tot seguit, va dir que començava "un camí", i va demanar als fidels que resessin "uns per altres perquè hi hagi una gran fraternitat". «Espero que aquest camí de l'Església que avui comencem sigui fructífer per a l'evangelització». Posteriorment, durant un sopar amb els cardenals del col·legi cardenalici, va demanar que «Déu els perdonés pel que havien fet».

#### Primers actes

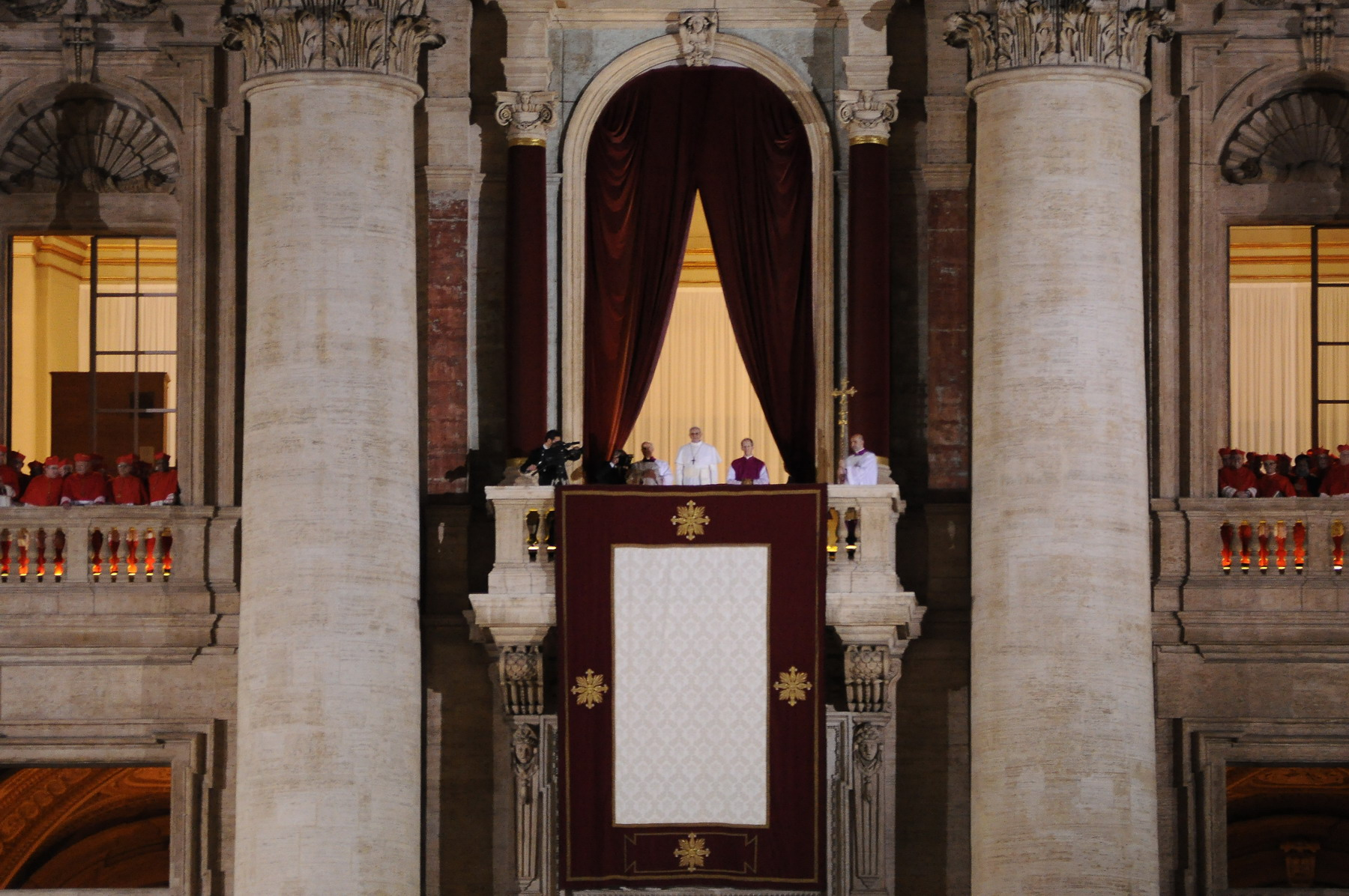
Aparició del nou Papa Francesc al balcó de Sant Pere, tot just haver estat escollit.

El 14 de març de 2013, un dia després d'haver estat escollit, oficià la seva primera missa com a Pontífex a la Capella Sixtina. La va celebrar alternant el llatí i l'italià sense recolzar-se en escrits, amb un to didàctic i amb molta gesticulació. Respecte als afers que tractà, va fer una crida a proclamar el missatge de Jesucrist, per evitar ser considerats simplement com una «ONG compassiva». A més, destacà la necessitat que l'Església s'allunyés d'allò mundà edificant-se sobre l'Evangeli i la pedra angular de Crist, i no pas «com els castells de sorra que fan els nens i que s'enfonsen fàcilment». Aquell mateix dia es desplaçà a la Casa del Clergat de Roma, on havia estat allotjat abans del conclave per recollir les seves maletes i pagar ell mateix el compte.
Al seu segon dia de pontificat, divendres 15 de març, rebé tots els cardenals en audiència a la Sala Clementina del Vaticà. Francesc agraí el suport rebut al conclave, i lloà la tasca realitzada pel seu predecessor Benet XVI, de qui afirmà sentir «una gran gratitud i afecte pel meu predecessor, qui revigoritzà l'Església amb la seva fe, els seus coneixements i la seva humilitat.» També manifestà que «tots nosaltres hem de tractar de respondre amb fe per portar a Jesucrist a la humanitat i per portar a la humanitat a tornar a Crist i a la seva Església.»
El dissabte 16 rebé els periodistes en audiència a l'Aula Pau VI, als quals beneí i agraí la tasca realitzada durant els dies del conclave. En aquest acte emprà per primera vegada el castellà: «Molts de vostès no pertanyen a l'Església Catòlica i altres no són creients, però respectant la consciència de cadascú, us dono la meva benedicció sabent que cadascun de vosaltres és fill de Déu. Que Déu els beneeixi!» Aquell mateix dia restablí provisionalment a tots els membres de la Cúria vaticana, els càrrecs dels quals havien quedat suspesos durant el període de seu vacant, efectuant-se donec aliter provideatur (fins que es disposi el contrari)
El diumenge 17 de març presidí el res de l'Àngelus des del balcó del seu apartament vaticà, davant unes 150.000 persones. Durant la pregària parlà de la misericòrdia de Déu (...) que mai no castiga, i també mencionà un llibre escrit pel teòleg Walter Kasper. Aquell mateix dia també va escriure la seva primera piulada: «Estimats amics, us dono les gràcies de tot cor i us prego que seguiu resant per mi» Abans de l'Àngelus celebrà una missa a la capella de Santa Anna, on saludà personalment a tots els assistents a la sortida.
El 18 de març va rebre la primera autoritat estrangera: concretament a la seva compatriota la Presidenta de l'Argentina Cristina Fernández de Kirchner. La trobada durà uns vint minuts i va ser seguida d'un dinar. A la trobada, la presidenta demanà al Papa que fes de mitjancer per aconseguir dialogar amb el Regne Unit respecte a la sobirania de les illes Malvines.

#### Inauguració del pontificat
La missa d'inauguració del pontificat del papa Francesc va tenir lloc el 19 de març de 2013, festivitat de Sant Josep. A la cerimònia van assistir-hi delegacions oficials de 132 països del món, així com caps d'altres confessions religioses. Entre els caps d'altres denominacions cristianes que hi assistiren hi havia el Patriarca de Constantinoble Bartomeu I, un fet insòlit que no tenia lloc des del Cisma d'Orient, fa gairebé mil anys.
Abans de la missa, el papa es traslladà a bord d'un jeep blanc descobert (en comptes del papamòbil blindat) entre la gent i va recórrer durant vint minuts la plaça de Sant Pere. Francesc va baixar en diverses ocasions del vehicle per saludar nens i malalts.
Durant la cerimònia se li imposà el pal·li i se li donà l'anell del pescador (que aquest cop no era d'or, sinó que de plata daurada) i en la seva homilia Francesc parlà del poder que Crist donà a Simó Pere: «Mai no hem d'oblidar que l'autèntic poder és el servei», afirmà, considerant la figura del papa com la de qui «ha de posar els seus ulls en el servei humil» i «obrir els braços per custodiar tot el poble de Déu i acollir amb tendresa i afecte tota la humanitat, especialment els més pobres, els més febles, els més petits» També es dirigí als governants i als líders en matèria política, econòmica o social, als quals demanà que fossin custodis de la creació, dels més febles i del medi ambient, recordant que «l'odi, l'enveja i la supèrbia embruten la vida»

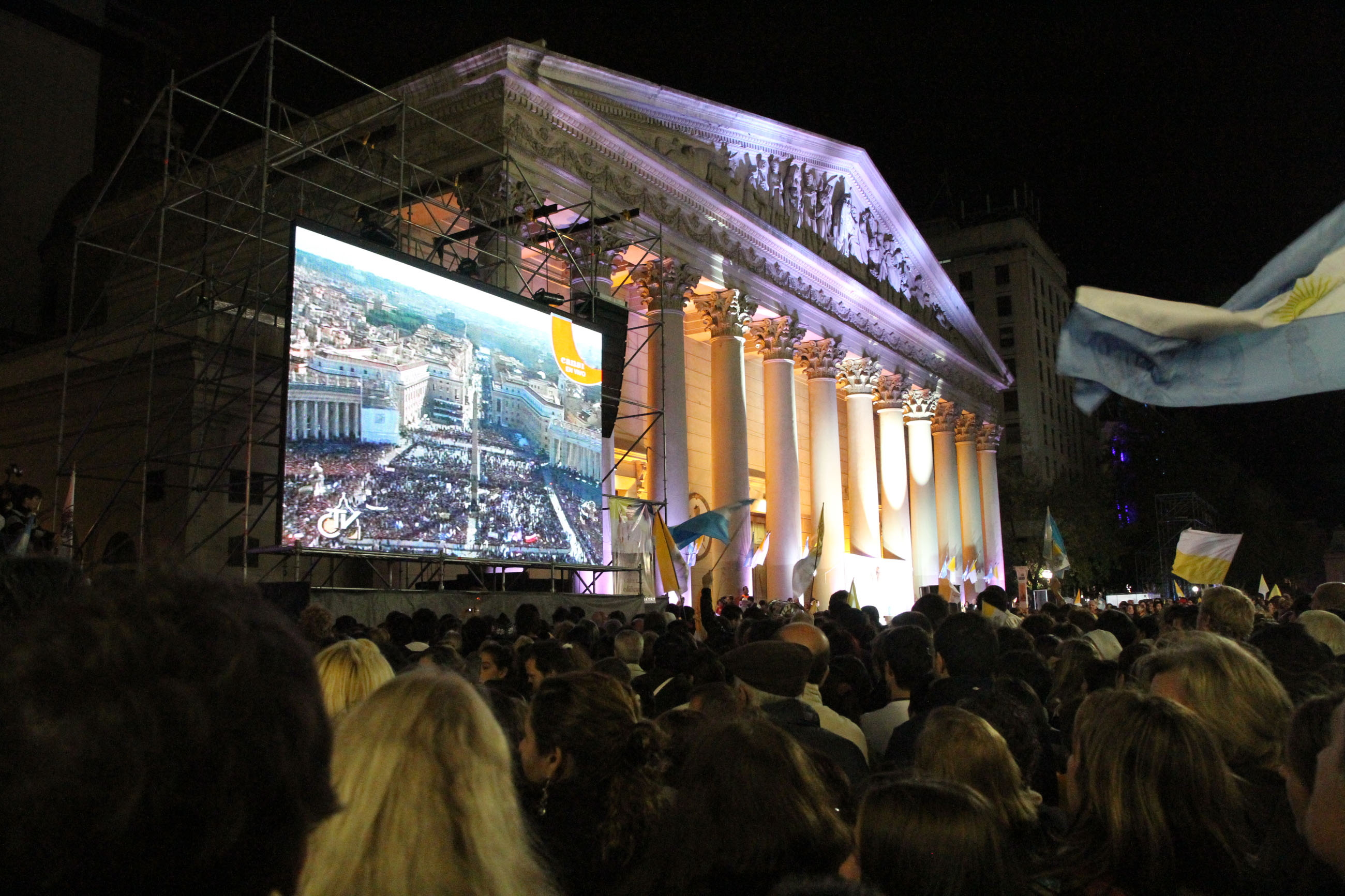
Milers de fidels van seguir l'inici del pontificat des de Buenos Aires mitjançant pantalles gegants

Uns dies abans de la inauguració, Francesc agraí mitjançant una carta les pregàries i mostres d'afecte rebudes des dels fidels argentins, però els demanà expressament que no anessin a la cerimònia d'inici del pontificat, sinó que en comptes destinessin els diners del viatge a Roma per fer obres de caritat vers els qui ho necessiten més.
La ciutat de Buenos Aires, pel seu costat, decretà festiu escolar que va permetre que tots els alumnes i treballadors a l'educació seguissin l'inici del pontificat, en considerar-ho com un dels "fets més importants que s'han produït en tota la història de l'Argentina", més enllà del fet purament religiós Abans de la cerimònia, el papa va fer una trucada telefònica per agrair els milers de fidels que s'havien reunit per seguir-la, i que participaven des de la nit anterior a una vigília a la catedral de Buenos Aires.
El 23 de març Francesc visità el seu predecessor, el papa emèrit Benet XVI, que residia a Castel Gandolfo. La visita, de 3 hores de durada, va tenir un caràcter privat. Tots dos pontífexs van pregar junts a una capella dedicada a la Mare de Déu de Częstochowa, i encara que Benet va voler cedir-li un lloc preeminent, Francesc li demanà que s'assegués amb ell, al·legant que "som germans". Segons el portaveu de la Santa Seu, Federico Lombardi, Francesc regalà al seu antecessor una icona de la Mare de Déu de la Humilitat, en honor de la «humilitat demostrada» per l'anterior papa en presentar la seva renúncia. Posteriorment, van tenir un encontre privat a la biblioteca de la residència papal i van dinar junts, abans del retorn de Francesc al Vaticà. Aquesta trobada va ser un fet insòlit a la història papal, car mai no s'havien trobat un papa amb el seu predecessor emèrit.

#### Desenvolupament del pontificat

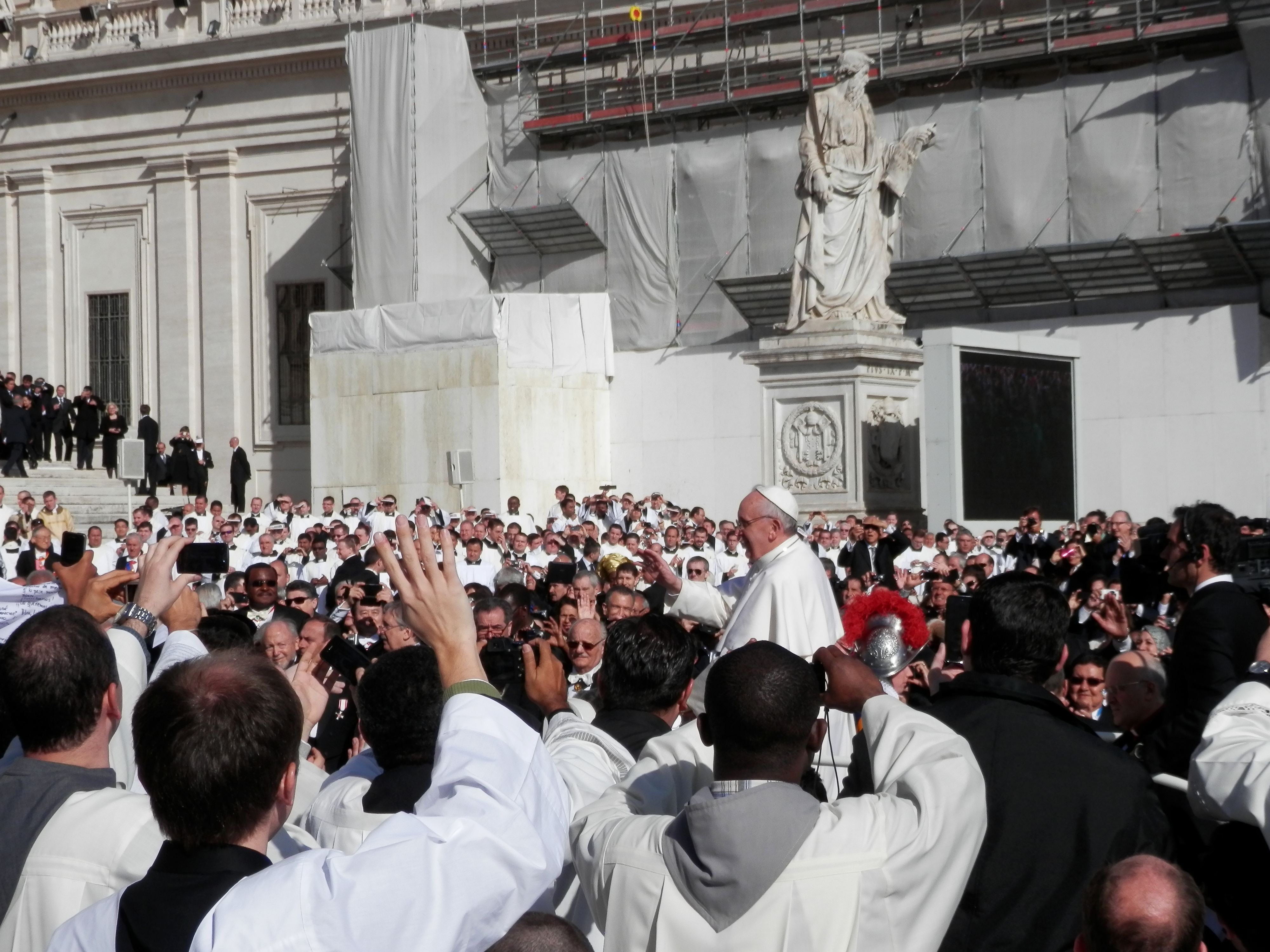
El Papa Francesc a la plaça de Sant Pere

Alguns dels primers actes públics del pontificat de Francesc van tenir lloc en el marc de la Setmana Santa de 2013:
- El Diumenge de Rams, davant de més de 250.000 persones denuncià, entre altres coses, les guerres, els conflictes econòmics, l'ànsia del diner i del poder, la corrupció i els crims contra la vida humana i la Creació. Pel que fa a la comunitat cristiana, els va dir que amb Crist es podia guanyar el mal i els demanà que "no fossin persones tristes" i que no deixessin que ningú "els robés l'esperança"[59]
- El Dijous Sant l'inicià amb la Missa Crismal, on anuncià la beatificació de diversos màrtirs de la Segona Guerra Mundial, l'Europa comunista i la Guerra Civil Espanyola.[60] A la tarda va tenir lloc un lloc insòlit, en celebrar la missa del Sopar del Senyor al Casal del Marmo, una presó per a joves, on rentà els peus a dotze reclusos, deu nois i dues noies, una d'elles musulmana.; en comptes de celebrar-la a la basílica de Sant Joan del Laterà. Després de la missa, el pontífex es reuní amb els detinguts i el personal del centre al gimnàs del reformatori.[61]
- El Diumenge de Resurrecció el Papa llançà un missatge de pau cap a totes les regions del món que es troben en situació de conflicte: Mali, Síria, Corea, Israel i Palestina, etc.; i donà la tradicional benedicció Urbi et orbi als milers de fidels reunits al Vaticà.[62]

El 6 d'abril va fer el seu primer nomenament a la Cúria en encarregar al frare franciscà José Rodríguez Carballo el càrrec de secretari de la Congregació pels Instituts de Vida Consagrada i les Societats de Vida Apostòlica. Un mes després de la seva elecció, el papa Francesc, prenent en consideració un dels suggeriments que s'exposaren durant les congregacions generals que precediren al conclave, constituí un grup de cardenals perquè l'assessorin en les tasques del govern de l'Església i l'ajudin a la reforma de la constitució apostòlica Pastor Bonus sobre la Cúria. Aquest grup està coordinat per, arquebisbe de Tegucigalpa, Óscar Andrés Rodríguez Maradiaga, i el seu secretari és Marcello Semeraro, bisbe d'Albano.
El 9 d'abril es reuní amb Ban Ki-Moon, Secretari General de les Nacions Unides. Durant la visita el Papa aprofità per manifestar "l'afecte pel paper central de l'ONU en la preservació de la pau al món, en la promoció del bé comú i en la defensa dels drets fonamentals de l'home".
El 2 de maig Francesc rebé al Vaticà el seu predecessor, Benet XVI, que es traslladà des de Castel Gandolfo al monestir Mater Ecclesiae, la seva residència definitiva (sent la primera ocasió en què dos papes convivien al Vaticà)
El 10 de maig Francesc va ser visitat al Vaticà pel Patriarca d'Alexandria, Tauadros II, en un intent d'apropament recíproc vers "la unitat plena del cristianisme". Amb el desig que aquella data fos la primera d'una llarga sèrie de trobades, Tauadros II li proposà que se celebrés cada any una festa de l'amor fratern entre ambdues esglésies. Aquesta era la segona vegada en què es reunien un papa catòlic i un altre copte des del Cisma d'Orient, l'any 1054.
El 4 de juliol de 2021 va ser sotmès a una intervenció quirúrgica per un problema de còlon.

### Viatges

#### Brasil
El papa va arribar el 22 de juliol del 2013 a Río de Janeiro en el marc de la Jornada Mundial de la Joventut 2013. Al primer acte amb les autoritats del Brasil va dir que no portava «ni or ni plata, sinó el més valuós, a Jesucrist», al mateix temps que afirmà que la joventut és «la finestra per on entra el futur al món».

#### Turquia
El 28 de novembre de 2014 inicià una viatge a Turquia, visitant Ankara i Istanbul. A Ankara, visità el Anıtkabir (mausoleu d'Atatürk) i s'entrevistà amb el President Recep Tayyip Erdoğan i amb el ministre d'afers religiosos, Mehemet Gormez. El dissabte, ja a Istanbul, visità la Mesquita del Sultán Ahmet, sent rebut pel Gran Mufti, i el Museu de Santa Sofia. Després, al jardí de la Legació Pontifícia a Istanbul va ser acollit per representants de les comunitats catòliques llatina, armènia, siriana i caldea, encapçalats pels seus ordinaris. A la tarda, a la missa celebrada a la Catedral llatina de l'Esperit Sant, en presència del Patriarca Ecumènic Bartomeu I i del Patriarca Siro-Catòlic Ignasi Josep III Younan, el Papa Francesc realitzà una homilia ecumènic, afirmant que «L'Esperit Sant ens guií per sortir de la divisió dels cristians. És necessari sortir dels mecanismes defensius i de les posicions enrocades […] Només l'Esperit Sant pot suscitat la diversitat, la multiplicitat i, tanmateix, produir la unitat.» I insistí en que «Si ens deixem guiar per l'Esperit, la riquesa, la varietat, la diversitat mai no creen conflicte, car Ell ens impulsa a viure la varietat dins la comunió de l'Església.»
A l'oració ecumènica celebrada a l'església de Sant Jordi, conjuntament amb Bartomeu I, en un gest espontani, el Papa Francesc demanà a Sa Santedat Bartomeu que el beneís i, igualment, a l'Església de Roma. Finalment, ambdós resaren conjuntament el Parenostre, Francesc en llatí i Bartomeu en grec.

### Encícliques
Publicà la seva primera encíclica, amb el nom de Lumen Fidei, juntament amb el papa emèrit Benet XVI. Està datada del 29 de juny del 2013 però es va fer pública el 5 de juliol del 2013.
La seva segona encíclica es publicà al juny de 2015 amb el nom de Laudato si' i va rebre el sobrenom d'encíclica ecològica.
La tercera es publicà el 3 d'octubre de 2020 amb el nom de Fratelli tutti i que es dedica a definir i exaltar la fraternitat com a valor i element ordenador de les societats, les nacions i la convivència mundial.

### Constitucions apostòliques
- Vultum Dei quaerere, (22 de juliol de 2016)
- Veritatis gaudium, (29 de gener de 2018)
- Praedicate evangelium, (9 març de 2022), sobre la reforma de la Cúria romana

### Exhortacions apostòliques
- Evangelii gaudium, sobre la proclamació de l'Evangeli en el món modern (24 de novembre de 2013).
- Amoris laetitia, sobre l'amor a la unitat familiar (19 de març de 2016).
- Gaudete et exsultate, sobre la crida a la santedat en el món contemporani (9 d'abril de 2018).

### Beatificacions i canonitzacions
Francesc canonitzà el diumenge 12 de maig a 815 persones: Antonio Primaldo i els seus 812 companys màrtirs d'Otranto, Laura Montoya i María Lupita García Zavala. Durant el seu pontificat també se celebrà la Beatificació de Tarragona de 522 màrtirs de la persecució religiosa al segle xx. Així, és el papa que ha proclamat més sants en tota la història de l'Església, superant a Joan Pau II, qui canonitzà a 482 persones en 26 anys de pontificat.
El 5 de juliol del 2013 firmà els decrets per a declarar sants a Joan Pau II, Joan XXIII, i beats a Josep Guardiet i Pujol i Álvaro del Portillo, entre d'altres.

### Residència
Francesc decidí fer de la Casa de Santa Marta la seva residència, renunciant així al Palau Vaticà (o Apostòlic), emprat pels Papes des de Pius X, allotjant-se concretament a l'habitació 201.
La seva decisió va ser presa, segons Federico Lombarda, amb el propòsit de buscar una "forma simple de viure i la convivència amb altres sacerdots". Malgrat això, el Palau Apostòlic se segueix emprant per realitzar les audiències i per la pregària de l'Àngelus.
Des d'inicis de maig de 2013 conviu al Vaticà amb el seu predecessor, Benet XVI.

## Posicions personals i morals

### Llei de matrimoni entre persones del mateix sexe

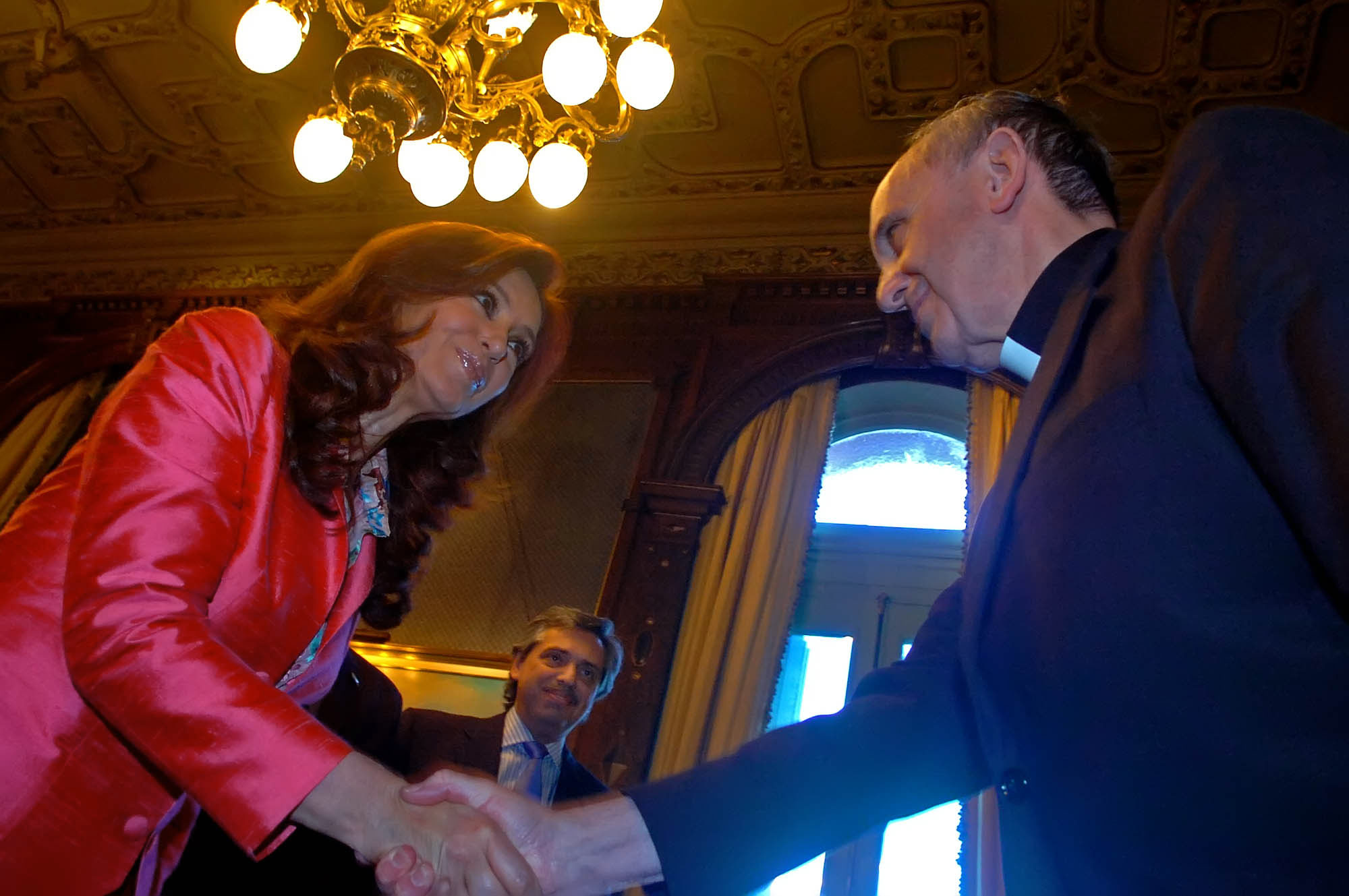
La presidenta Cristina Fernández de Kirchner rep l'arquebisbe Bergoglio (19 de desembre de 2007)

Encara cardenal, es va enfrontar al govern argentí quan aquest preparà un projecte de llei sobre el matrimoni entre persones del mateix sexe. El 9 de juliol de 2010, dies abans de l'aprovació de la llei es va publicar una nota de Bergoglio on convocava una «guerra de Déu» contra la llei, que legalitzava el matrimoni i l'adopció en parelles homosexuals. En la seva nota, dirigida a les monges carmelites, parlava de «moviment del diable» i esperonava a acompanyar «aquesta guerra de Déu» contra els casaments entre homosexuals. L'expresident Néstor Kirchner criticà les pressions de l'Església sobre aquest projecte.
L'any 2020 però, en el documental Francesco presentat al Festival de cinema de Roma, defensà que els homosexuals tenien dret a formar una família i demanà que es regulessin les unions civils perquè aquestes relacions estiguessin protegides legalment, ja que considerava que les persones homosexuals també eren filles de Déu i tenien dret a la família, i que no en podien ser apartades ni tractades com a miserables.

### Avortament, eutanàsia i anticoncepció
El cardenal Bergoglio, d'acord amb la postura oficial de l'Església sobre aquests temes, ha encoratjat tant el seu clergat com els laics a oposar-se tant a l'avortament com a l'eutanàsia, descrivint el moviment pro-elecció com "cultura de la mort". Bergoglio dona suport a l'ús d'anticonceptius per evitar la propagació de malalties, encara que es va oposar a distribuir-ne gratuïtament a l'Argentina.

### Crítica a la pobresa i la desigualtat econòmica
Conegut per clamar contra la desigualtat a la seva Argentina natal, Bergoglio comparà la pobresa amb la violació dels drets humans, i no va dubtar a retreure al Govern que no impedís l'augment de la pobresa al seu país, una situació que considerà "immoral, injusta i il·legítima", ja que esdevé en una nació que compta amb les condicions econòmiques necessàries per evitar aquests danys. "En lloc d'això, sembla que s'ha optat per agreujar encara més les desigualtats", va assegurar el primat de l'Església catòlica argentina, per qui "els drets humans es violen no només amb el terrorisme, la repressió i els assassinats, sinó també per estructures econòmiques injustes que originen grans desigualtats". Davant d'això, va reclamar una resposta "ètica, cultural i solidària" per saldar el deute social amb milions d'argentins, majoritàriament nens i joves, i va assegurar que és imperatiu lluitar per canviar les causes estructurals i les actituds personals o corporatives que generen aquesta situació.
No era la primera vegada que el cardenal argentí denunciava aquesta situació. Va intervenir en un seminari sobre Polítiques Públiques, organitzat per l'Escola de Postgrau Ciutat Argentina (Epoca), la Universitat del Salvador i la Carlos III de Madrid, on van intervenir també l'ex ministre espanyol Tomás de la Quadra Salcedo, el rabí Sergio Bergman (conegut per la seva actitud crítica amb el govern de Kirchner) i la senadora Hilda González de Duhalde, peronista a l'oposició. La intervenció més sonada va ser la del cardenal, que no va estalviar cap crítica a la situació que travessa l'Argentina. Va fer èmfasi en l'alarmant fuga de capitals que pateix el país: "Hi ha aproximadament 150.000 milions de dòlars d'argentins a l'exterior, sense comptar els que estan fora del sistema financer, i els mitjans de comunicació ens diuen que segueixen marxant de l'Argentina, aproximadament, uns altres 2.000 milions de dòlars més al mes", va afirmar. "Què es pot fer perquè aquests recursos es posin al servei del país, amb idea de saldar el deute social i generar les condicions per a un desenvolupament integral?", preguntava.
Durant una vaga de 48 hores de servidors públics a Buenos Aires, Argentina, Bergoglio opinar sobre les diferències entre els "pobres perseguits per demanar feina, i els rics que són aplaudits per fugir de la justícia."

### Mèrit per rebre l'eucaristia
Del Document d'Aparecida (una declaració conjunta dels bisbes d'Amèrica Llatina) es pot deduir quina era la posició de l'aleshores cardenal Bergoglio per determinar quins eren els mèrits dels individus per rebre l'eucaristia. El paràgraf 436, el text diu que "Hem d'atenir-nos a la 'coherència eucarística', és a dir, ser conscients que no poden rebre la sagrada comunió i alhora actuar amb fets o paraules contra els manaments, particularment quan es propicien l'avortament, l'eutanàsia i altres delictes greus contra la vida i la família. Aquesta responsabilitat pesa, de manera particular, sobre els legisladors, governants i els professionals de la salut".

### Predisposició al diàleg interreligiós
És per la seva disposició al diàleg que Bergoglio ha estat un gran defensor del diàleg interreligiós. Sobre el que en la seva opinió és una falta de diàleg entre els seus compatriotes va escriure que: 
| « | «sucumbim víctimes d'actituds que no ens permeten dialogar: la prepotència, no saber escoltar, la crispació del llenguatge comunicatiu, la desqualificació prèvia i tantes altres. El diàleg neix d'una actitud de respecte cap a una altra persona, d'un convenciment que l'altre té alguna cosa bona a dir, suposa fer lloc al nostre cor al seu punt de vista, a la seva opinió i la seva proposta. Dialogar comporta una acollida cordial i no una condemna prèvia. Per dialogar cal saber baixar les defenses, obrir les portes de casa i oferir calidesa humana. Són moltes les barreres que en la quotidianitat impedeix el diàleg: la desinformació, la xafarderia, el prejudici, la difamació, la calúmnia. Totes aquestes realitats conformen cert groguisme cultural que ofega certa obertura cap als altres. I així traven el diàleg i la trobada.» | » |

El mateix dia del seu nomenament com papa de l'Església catòlica, Bergoglio va enviar una carta al rabí cap de Roma Riccardo Di Segni, en què expressava el seu desig de contribuir al progrés de les relacions davant les dues religions, que s'havien anat fortificant progressivament en les últimes dècades.

### Guerra d'Ucraïna del 2022
Després de la invasió russa d'Ucraïna del febrer de 2022, el Papa Francesc va fer diferents gestos per tal de promoure la pau. Entre d'altres, va enviar dos cardenals a Ucraïna amb ajuda humanitària (Michael Czerny i Konrad Krajewski). Aquesta missió, que va constar de diferents viatges, va ser considerada com a una iniciativa gens habitual dins la diplomàcia vaticana. El 25 de març, va consagrar Rússia i Ucraïna a la Mare de Déu.

## Mort
El papa Francesc va morir el 21 d'abril de 2025 a les 7:35 h (CEST) a la seva residència de la Casa de Santa Marta, a la Ciutat del Vaticà, als 88 anys. La seva mort va ser confirmada pel cardenal camarlenc Kevin Farrell en una declaració televisada per Vatican Media. El dia anterior, Diumenge de Pasqua, el pontífex va fer la seva darrera aparició pública impartint la benedicció Urbi et orbi des de la plaça de Sant Pere. Tot i la seva presència, es va observar que es trobava visiblement debilitat.
Segons fonts oficials, la causa de la mort va ser un accident vascular cerebral (també conegut com a ictus) sobtat, que va sorprendre fins i tot el personal mèdic.
Després de la seva mort, es va activar el protocol de seu vacant, iniciant el període sense papa. El cardenal Farrell va assumir temporalment la direcció de l'Església i es van iniciar els preparatius per al conclave que escollirà el nou pontífex.
Diversos líders mundials van expressar el seu condol. A l'Argentina, el president Javier Milei va decretar set dies de dol nacional, mentre que a Xile, el president Gabriel Boric en va decretar tres. A Espanya, també es van declarar tres dies de dol oficial.

## Funeral i enterrament
Seguint els seus desitjos, després del funeral celebrat en 26 d'abril a la Basílica de Sant Pere del Vaticà el papa Francesc va ser enterrat a la Basílica de Santa Maria Major de Roma, convertint-se en el primer papa enterrat fora del Vaticà des que Lleó XIII fou enterrat el 1903 a Sant Joan del Laterà.

## Obres
- Bergoglio, Jorge. Meditaciones para religiosos (en castellà).  Buenos Aires: Diego de Torres, 1982. OCLC 644781822.
- Bergoglio, Jorge. Reflexiones en esperanza (en castellà).  Buenos Aires: Ediciones Universidad del Salvador, 1992. OCLC 36380521.
- Bergoglio, Jorge. Educar: exigencia y pasión: desafíos para educadores cristianos (en castellà).  Buenos Aires: Editorial Claretiana, 2003. ISBN 9789505124572.
- Bergoglio, Jorge. Ponerse la patria al hombro: memoria y camino de esperanza (en castellà).  Buenos Aires: Editorial Claretiana, 2003. ISBN 9789505125111.
- Bergoglio, Jorge. La nación por construir: utopía, pensamiento y compromiso: VIII Jornada de Pastoral Social (en castellà).  Buenos Aires: Editorial Claretiana, 2005. ISBN 9789505125463.
- Bergoglio, Jorge. Corrupción y pecado: algunas reflexiones en torno al tema de la corrupción (en castellà).  Buenos Aires: Editorial Claretiana, 2006. ISBN 9789505125722.
- Bergoglio, Jorge. Sobre la acusación de sí mismo (en castellà).  Buenos Aires: Editorial Claretiana, 2006. ISBN 978-950-512-549-4.
- Bergoglio, Jorge. El verdadero poder es el servicio (en castellà).  Buenos Aires: Editorial Claretiana, 2007. OCLC 688511686.
- Bergoglio, Jorge. Seminario: las deudas sociales de nuestro tiempo: la deuda social según la doctrina de la iglesia (en castellà).  Buenos Aires: EPOCA-USAL, 2009. ISBN 9788493741235.
- Bergoglio, Jorge; Skorka, Abraham. Sobre el cielo y la tierra (en castellà).  Buenos Aires: Editorial Sudamericana, 2010. ISBN 9789500732932.
- Bergoglio, Jorge. Seminario Internacional: consenso para el desarrollo: reflexiones sobre solidaridad y desarrollo (en castellà).  Buenos Aires: EPOCA, 2010. ISBN 9789875073524.
- Bergoglio, Jorge. Nosotros como ciudadanos, nosotros como pueblo: hacia un bicentenario en justicia y solidaridad (en castellà).  Buenos Aires: Editorial Claretiana, 2011. ISBN 9789505127443.

## Ancestres[112]
|  |                             |  |  |  |  |  |  |  |  |  |  |  |  |  |  |  |
|  | 16. José Bergoglio          |  |  |  |  |  |  |  |  |  |  |  |  |  |  |  |
|  |                             |  |  |  |  |  |  |  |  |  |  |  |  |  |  |  |
|  |                             |  |  |  |  |  |  |  |  |  |  |  |  |  |  |  |
|  | 8. Francisco Bergoglio      |  |  |  |  |  |  |  |  |  |  |  |  |  |  |  |
|  |                             |  |  |  |  |  |  |  |  |  |  |  |  |  |  |  |
|  |                             |  |  |  |  |  |  |  |  |  |  |  |  |  |  |  |
|  | 17. María Giacchino         |  |  |  |  |  |  |  |  |  |  |  |  |  |  |  |
|  |                             |  |  |  |  |  |  |  |  |  |  |  |  |  |  |  |
|  |                             |  |  |  |  |  |  |  |  |  |  |  |  |  |  |  |
|  | 4. Juan Ángel Bergoglio     |  |  |  |  |  |  |  |  |  |  |  |  |  |  |  |
|  |                             |  |  |  |  |  |  |  |  |  |  |  |  |  |  |  |
|  |                             |  |  |  |  |  |  |  |  |  |  |  |  |  |  |  |
|  | 18.                         |  |  |  |  |  |  |  |  |  |  |  |  |  |  |  |
|  |                             |  |  |  |  |  |  |  |  |  |  |  |  |  |  |  |
|  |                             |  |  |  |  |  |  |  |  |  |  |  |  |  |  |  |
|  | 9. María Teresa Bugnano     |  |  |  |  |  |  |  |  |  |  |  |  |  |  |  |
|  |                             |  |  |  |  |  |  |  |  |  |  |  |  |  |  |  |
|  |                             |  |  |  |  |  |  |  |  |  |  |  |  |  |  |  |
|  | 19.                         |  |  |  |  |  |  |  |  |  |  |  |  |  |  |  |
|  |                             |  |  |  |  |  |  |  |  |  |  |  |  |  |  |  |
|  |                             |  |  |  |  |  |  |  |  |  |  |  |  |  |  |  |
|  | 2. Mario José Bergoglio     |  |  |  |  |  |  |  |  |  |  |  |  |  |  |  |
|  |                             |  |  |  |  |  |  |  |  |  |  |  |  |  |  |  |
|  |                             |  |  |  |  |  |  |  |  |  |  |  |  |  |  |  |
|  | 20. César Vasallo           |  |  |  |  |  |  |  |  |  |  |  |  |  |  |  |
|  |                             |  |  |  |  |  |  |  |  |  |  |  |  |  |  |  |
|  |                             |  |  |  |  |  |  |  |  |  |  |  |  |  |  |  |
|  | 10. Pedro Vasallo           |  |  |  |  |  |  |  |  |  |  |  |  |  |  |  |
|  |                             |  |  |  |  |  |  |  |  |  |  |  |  |  |  |  |
|  |                             |  |  |  |  |  |  |  |  |  |  |  |  |  |  |  |
|  | 21. María Sugliano          |  |  |  |  |  |  |  |  |  |  |  |  |  |  |  |
|  |                             |  |  |  |  |  |  |  |  |  |  |  |  |  |  |  |
|  |                             |  |  |  |  |  |  |  |  |  |  |  |  |  |  |  |
|  | 5. Rosa Margarita Vasallo   |  |  |  |  |  |  |  |  |  |  |  |  |  |  |  |
|  |                             |  |  |  |  |  |  |  |  |  |  |  |  |  |  |  |
|  |                             |  |  |  |  |  |  |  |  |  |  |  |  |  |  |  |
|  | 22. José Crema              |  |  |  |  |  |  |  |  |  |  |  |  |  |  |  |
|  |                             |  |  |  |  |  |  |  |  |  |  |  |  |  |  |  |
|  |                             |  |  |  |  |  |  |  |  |  |  |  |  |  |  |  |
|  | 11. Ángela Crema            |  |  |  |  |  |  |  |  |  |  |  |  |  |  |  |
|  |                             |  |  |  |  |  |  |  |  |  |  |  |  |  |  |  |
|  |                             |  |  |  |  |  |  |  |  |  |  |  |  |  |  |  |
|  | 23. Ángela María Marchisio  |  |  |  |  |  |  |  |  |  |  |  |  |  |  |  |
|  |                             |  |  |  |  |  |  |  |  |  |  |  |  |  |  |  |
|  |                             |  |  |  |  |  |  |  |  |  |  |  |  |  |  |  |
|  | 1. Jorge Mario Bergoglio    |  |  |  |  |  |  |  |  |  |  |  |  |  |  |  |
|  |                             |  |  |  |  |  |  |  |  |  |  |  |  |  |  |  |
|  |                             |  |  |  |  |  |  |  |  |  |  |  |  |  |  |  |
|  | 24. Antonio Sívori          |  |  |  |  |  |  |  |  |  |  |  |  |  |  |  |
|  |                             |  |  |  |  |  |  |  |  |  |  |  |  |  |  |  |
|  |                             |  |  |  |  |  |  |  |  |  |  |  |  |  |  |  |
|  | 12. Vicente Jerónimo Sívori |  |  |  |  |  |  |  |  |  |  |  |  |  |  |  |
|  |                             |  |  |  |  |  |  |  |  |  |  |  |  |  |  |  |
|  |                             |  |  |  |  |  |  |  |  |  |  |  |  |  |  |  |
|  | 25. Catalina Daneri         |  |  |  |  |  |  |  |  |  |  |  |  |  |  |  |
|  |                             |  |  |  |  |  |  |  |  |  |  |  |  |  |  |  |
|  |                             |  |  |  |  |  |  |  |  |  |  |  |  |  |  |  |
|  | 6. Francisco Sívori         |  |  |  |  |  |  |  |  |  |  |  |  |  |  |  |
|  |                             |  |  |  |  |  |  |  |  |  |  |  |  |  |  |  |
|  |                             |  |  |  |  |  |  |  |  |  |  |  |  |  |  |  |
|  | 26. José Sturla             |  |  |  |  |  |  |  |  |  |  |  |  |  |  |  |
|  |                             |  |  |  |  |  |  |  |  |  |  |  |  |  |  |  |
|  |                             |  |  |  |  |  |  |  |  |  |  |  |  |  |  |  |
|  | 13. Catalina Sturla         |  |  |  |  |  |  |  |  |  |  |  |  |  |  |  |
|  |                             |  |  |  |  |  |  |  |  |  |  |  |  |  |  |  |
|  |                             |  |  |  |  |  |  |  |  |  |  |  |  |  |  |  |
|  | 27. Magdalena Pinasco       |  |  |  |  |  |  |  |  |  |  |  |  |  |  |  |
|  |                             |  |  |  |  |  |  |  |  |  |  |  |  |  |  |  |
|  |                             |  |  |  |  |  |  |  |  |  |  |  |  |  |  |  |
|  | 3. Regina María Sívori      |  |  |  |  |  |  |  |  |  |  |  |  |  |  |  |
|  |                             |  |  |  |  |  |  |  |  |  |  |  |  |  |  |  |
|  |                             |  |  |  |  |  |  |  |  |  |  |  |  |  |  |  |
|  | 28. Jaime Gogna             |  |  |  |  |  |  |  |  |  |  |  |  |  |  |  |
|  |                             |  |  |  |  |  |  |  |  |  |  |  |  |  |  |  |
|  |                             |  |  |  |  |  |  |  |  |  |  |  |  |  |  |  |
|  | 14. Pedro Juan Gogna        |  |  |  |  |  |  |  |  |  |  |  |  |  |  |  |
|  |                             |  |  |  |  |  |  |  |  |  |  |  |  |  |  |  |
|  |                             |  |  |  |  |  |  |  |  |  |  |  |  |  |  |  |
|  | 29.                         |  |  |  |  |  |  |  |  |  |  |  |  |  |  |  |
|  |                             |  |  |  |  |  |  |  |  |  |  |  |  |  |  |  |
|  |                             |  |  |  |  |  |  |  |  |  |  |  |  |  |  |  |
|  | 7. María Gogna              |  |  |  |  |  |  |  |  |  |  |  |  |  |  |  |
|  |                             |  |  |  |  |  |  |  |  |  |  |  |  |  |  |  |
|  |                             |  |  |  |  |  |  |  |  |  |  |  |  |  |  |  |
|  | 30. Juan Demergazzo         |  |  |  |  |  |  |  |  |  |  |  |  |  |  |  |
|  |                             |  |  |  |  |  |  |  |  |  |  |  |  |  |  |  |
|  |                             |  |  |  |  |  |  |  |  |  |  |  |  |  |  |  |
|  | 15. Regina Demergazzo       |  |  |  |  |  |  |  |  |  |  |  |  |  |  |  |
|  |                             |  |  |  |  |  |  |  |  |  |  |  |  |  |  |  |
|  |                             |  |  |  |  |  |  |  |  |  |  |  |  |  |  |  |
|  | 31. María                   |  |  |  |  |  |  |  |  |  |  |  |  |  |  |  |
|  |                             |  |  |  |  |  |  |  |  |  |  |  |  |  |  |  |
|  |                             |  |  |  |  |  |  |  |  |  |  |  |  |  |  |  |